# Francisco Armijo Higueras
Francisca Armijo Higueras (Santisteban del Puerto, 7 de enero de 1961), político español miembro del P.P. Fue concejal en el Excmo. Ayuntamiento de Santisteban del Puerto (Jaén). Miembro de la FAMP.  Diputado y portavoz  del Grupo Popular  en la Diputación Provincial de Jaén. Diputado por Jaén, portavoz y  secretario de mesa en comisión, en  el Parlamento de Andalucía. Vicepresidente de la Caja de Ahorros de Jaén y de su Obra Sociocultural. Miembro de diferentes  consejos  administración de sociedades mercantiles, tanto públicas como privadas.  Actualmente lleva a cabo una gran labor cultural desde la Presidencia del Ateneo de Ilugo y como secretario de la Muy Antigua, Ilustre y Real Cofradía de la Santísima Virgen del Collado Coronada, de la que  ha sido Hermano Mayor.

## Biografía
Nació en Santisteban del Puerto (Jaén) en 1961, en donde realizó sus primeros estudios en el Colegio Bachiller Pérez de Moya, en el Instituto de Bachillerato Cardenal Merino  y diferentes cursos en  la Escuela de Magisterio de Jaén. En el plano profesional ha ejercido como Asesor Fiscal y Técnico Tributario. Miembro que fue  de la Asociación de Técnicos Tributarios de Andalucía. Ha sido funcionario eventual de la Diputación de Provincial de Jaén. Es Diplomado en Genealogía Heráldica y Nobiliaria (Instituto Español de Estudios Nobiliarios) y Experto Universitario en Genealogía, Heráldica y Nobiliaria (UNED).

### Concejal
Su andadura política comienza en el año 1983 cuando funda y preside el Partido Popular en su pueblo natal, desde el año 1987 al 2007.  Ha representado a dicho partido como concejal y portavoz en el Ayuntamiento de Santisteban del Puerto durante cinco legislaturas (III, IV, V. VI y VII).

### Diputación Provincial
Paralelamente a esta representación inicia su actividad a nivel provincial, como Vicesecretario General de Organización y Coordinador general del PP de Jaén y Secretario del Área de  Formación y de Agricultura del PP de Andalucía. Fue elegido Diputado Provincial, cargo que ejerció durante cuatro legislaturas (IV, V, VI y VII) de 1991 a 2007.Siendo el Portavoz del Grupo Popular en la Diputación Provincial de Jaén.

### Parlamento Andaluz
Fue elegido Diputado en el Parlamento de Andalucía durante dos legislaturas (2007-2012).
En la VII Legislatura (2004-2008) intervino activamente en las Comisiones de Infraestructuras, Transportes y Vivienda (secretario de la mesa), Seguimiento y Control de la Empresa Pública RTVA, Medio Ambiente y de Cultura. Ocupó también un puesto destacado como Consejero de la Asamblea General de la Caja Provincial de Ahorros de Jaén.
En la  VIII Legislatura (2008-2012) participó en las siguientes  comisiones: Igualdad y Bienestar Social (secretario de la mesa), Seguimiento y Control de Financiación de Partidos Políticos (portavoz), Educación,  Agricultura y Pesca. 
Continuó también con su tarea como Consejero en la Caja Provincial de Ahorros de Jaén, en representación del Parlamento de Andalucía hasta su renuncia (23-II-2009).

### Consejos de Administración.
- Ex-vicepresidente de la  Caja de Ahorros de Jaén. Ex-vicepresidente de su Obra Social y Cultural.
- Consejero de varias sociedades mercantiles: Olivarera del Condado SA, RESUR SA, Aguas Jaén SA, Inverjaén SCR, Aguas Sierras de Jaén SA, Cartera Inmobiliaria SA, Promovalja SA,  Solar Condado de Jaén SA, Residencia Altos del Jontoya SA.

## Distinciones
- Comendador de la Orden del Mérito Civil.
- Comendador  de Justicia  de la Orden de San Lázaro de Jerusalén.
- Caballero de la Orden de Caballería del Santo Sepulcro de Jerusalén.
- Medalla de la Villa de Santisteban del Puerto (Jaén).
- Medalla de Oro de la Muy Antigua, Ilustre y Real Cofradía de la Santísima Virgen del Collado Coronada.
- Hermano Mayor de la Muy Antigua, Ilustre y Real Cofradía de la Virgen del Collado Coronada (Santisteban del Puerto - JAÉN).
- Académico Correspondiente de la Academia Bibliográfica Virgen de la Capilla de Jaén.
- Vicepresidente de la Agrupación Arciprestal de Cofradías del Condado y Las Villas del Obispado de Jaén.
- Académico numerario de la Academia de Genealogía, Nobleza y Armas  Alfonso XIII
- Miembro de Honra del Colegio Nobiliárquico de Portugal.
- Gran Placa de la Imperial Orden Hispánica  de Carlos V.
- Miembro numerario del Colegio Heráldico de España y de las Indias.
- Miembro de Honor de la Sociedad Heráldica Española.

## Actividad Cultural
Paralelo a su acción política viene desarrollando una gran labor cultural. Es Diplomado en Genealogía Heráldica y Nobiliaria (Instituto Español de Estudios Nobiliarios) - Fundación Cultural Hidalgos de España, y Experto Universitario en Genealogía, Heráldica y Nobiliaria (UNED). Ha impartido conferencias temáticas por toda la provincia de Jaén, publicando también numerosos artículos en diferentes medios de comunicación. Desde la Presidencia del Ateneo de Ilugo está llevando a cabo importantes proyectos culturales, entre los que se puede destacar los Congresos de Genealogía, Heráldica, Nobiliaria y Ciencias Instrumentales de la Historia.

### Publicaciones
- Seré Breve. VV. AA. Parlamento Andaluz. SEVILLA 2009. ISBN: 8488652178.
- La Emancipadora de Santisteban. Sociedad de Obreros Agrícola. Revista LA RAIZ. Número IV. JAÉN 2015. ISSN: 2444-2356.
- Aportaciones a la Genealogía de Andrés de Vandelvira. Revista LA RAIZ. Número V. JAÉN 2016. ISSN: 2444-2356.
- Andrés de Vandelvira. Revista ARGENTARIA. Vol. 14. JAÉN 2016. ISSN: 2255-226X.
- La familia del Bachiller Pérez de Moya. El santistebeño universal. Revista ARGENTARIA. Vol. 17. JAÉN 2017. ISSN: 2255-226X.
- Los caballeros cuantiosos santistebeños contra el conde. Compendio de Estudios Genealógicos y Heráldicos de Jaén. Col. Estudios Instituto de Estudios Giennenses. JAÉN 2018. ISSN: 978-84-92876-81-5.
- La Mayordomía de la Santísima Virgen del Collado, Patrona de Santisteban del Puerto...Una tradición milenaria. El resurgir de la Academia Bibliográfica Mariana Virgen de la Capilla. 2019.Diputacion Provincial de Jaén I.S.B.N.978-84-15583-48-6